# Seznam hrvaških fizikov
Seznam hrvaških fizikov.

## A
- Krešimir Adamić (1939 -)
- Gaja Alaga (1924 - 1988)
- Branka Antolković pl. Kalinski (1932 - 2006)

## B
- Ivan Babić Gjalski (1899 - 1949)
- Antun Karlo Bakotić (1831 - 1887)
- Slaven Barišić (1942 - 2015)
- Emil Babić
- Kazimir Bedeković-Komorski
- Aleksa Bjeliš (1947 -)
- Danilo Blanuša
- Antun Bonefačić
- Ruđer Josip Bošković
- Branko Bošnjaković (1939-) (hrv.-nizozemski)
- (Fran Bošnjaković)

## C
- Miho Cerineo (1923 - 2003)
- Mile Cindrić (1869 - 1939)
- Nikola Cindro (1931 - 2001)
- Predrag Cvitanović (1946 -)

## D
- Franjo Devidé
- Franjo Divić (1854 - 1893)
- Josip Franjo Domin (1754—1818)
- Marko Antun de Dominis
- Vinko Dvoržak/Vinko Dvořák (Vincenc Dvořák) (1848 – 1922) (češko-hrvaški)

## F
- Miroslav Furić (1941 -)

## G
- Marin Getaldić (1568 - 1626)
- Vladimir Jurko Glaser (1924 - 1984, Švica)
- Josip Goldberg (1885 - 1960) (geofizik in meteorolog: Goldbergova metoda)
- Vesna Gotovac (1937 -)
- Stjepan Gradić (1613 - 1683)
- Tihomir Gregl (1932 -) geofizik
- Aleksandar Grossman (1930 - 2019) (Francija, ZDA)
- Zvonko Gržetić (1951 -) (oceanolog)

## H
- Branko Hanžek (1957 -)
- Sven Hauptfeld
- Franjo Ivan Havlíček (1906 - 1971)
- Višnja Henč-Bartolić
- Josip Hendeković
- Janko N. Herak (1937 -)
- Stanko Hondl (1873 - 1971)

## I
- Ksenofont Ilakovac (1928 - 2024)

## J
- Zvonimir Jakobović (1937 -)
- Borivoj Jakšić (1925 – 2022, Firence)
- Zlatko Janković (1916 – 1987)
- Krešimir Jelić?
- Davor Juretić (1944 -) (biofizik)

## K
- (Marijan Kasumović 1915-1983) geofizik, sferni astronom ...
- Marin Katalinić (1887 – 1959)
- Karlo Kempni (1906 – 1999)
- Vladimir Knapp (1929 -)
- Katarina Kranjc (1915 – 1989)
- Franjo (Francisco) Krmpotić (1938 -)
- Rudolf Krsnik (1936 -)
- Vjera Krstelj (1939 -)
- (Zvonimir Krulc 1922 - 2014) (slov.-hrv.)
- Oton Kučera (1857 - 1931)
- (Adam Kugler 1886-1918)
- Antun Kukec (1738 - 1796)
- Petar Kulišić (1940 - 1995)
- Drago (Dragan) Kunstelj (1941 -)
- Antun Kuntarić (1930 - 2021)
- Alfred Kurelec (1907 - 1970)
- Stipe Kutleša (1955 -)

## L
- Antun Láska (1847 - 1908) (češ.-hrv.)
- Srđan Lelas (1939 - 2003)
- Boran Leontić (1928 -)
- Nedžad Limić? (1936 -)
- Ante Ljubičić (1938 - 2018)
- Josip Lončar (1891 - 1973)
- Vjera Lopac (1940 -)
- Vatroslav Lopašić (1911 - 2003)
- Stjepan Lugomer (1944 -)
- Jagoda Lukatela

## M
- Branko Maksić (1909 - 1966) (meteorolog)
- Frane Marčelja/Marcelja (1934 -)
- Stjepan Marčelja (1941 -)
- Branimir Marković (1917 - 1973)
- Andrija Mohorovičić (1857 - 1936) (geofizik)
- Stjepan Mohorovičić (1890–1980)
- Josip Mokrović (1898–1983) (geofizik)

## O
- Ante Obuljen (1902 - 1978), meteorolog

## P
- Vladimir Paar (1942 -)
- Mladen Paić (1905 - 1997)
- Goran Pichler (1946 -)
- Stanko Popović (1938 - 2020)
- Eduard Prugovečki
- Ivica Puljak (1969 -)

## R
- Zvonimir Richtmann (1901 - 1941)

## S
- Dragutin Skoko (1930 - 2024)
- Marin Soljačić (1974 -)
- Ivan Supek (1915 - 2007)

## Š
- Stjepan Škreb (1879 - 1952) (geofizik, meteorolog)
- Ivo Šlaus (1931 -)
- Josip Zvonimir Šoln
- Marijan Šunjić (1940 -)

## T
- Dubravko Tadić (1934 - 2003)
- Nikola Tesla (častni član JAZU)
- Josip Torbar (1824 - 1900)

## V
- Vladimir Varićak
- Filip Vezdin
- Vladimir Srećko Vrkljan (1894 - 1974)
- Vladis Vujnović (1933 - 2025)